# Theridion climacode
Theridion climacode är en spindelart som beskrevs av Tamerlan Thorell 1898. Theridion climacode ingår i släktet Theridion och familjen klotspindlar.
Artens utbredningsområde är Myanmar. Inga underarter finns listade i Catalogue of Life.